# GP La Marseillaise 2006
De GP La Marseillaise 2006 werd gehouden op 31 januari in Frankrijk, en maakte deel uit van de UCI Europe Tour 2006. De wedstrijd ging over 136.2 kilometer van Saint Cannat naar Tholonet en nam 3 uur, 17 minuten en 55 seconden in beslag, goed voor een gemiddelde snelheid van 41.29 km/h. De wedstrijd liep uit op een massasprint, waarin Baden Cooke de sterkste was en zijn eerste overwinning van 2006 liet aantekenen.

## Uitslag
| GP d'Ouverture La Marseillaise 2006 |                   |                       |          |
| Plaats                              | Naam              | Ploeg                 | Tijd     |
| Winnaar                             | Baden Cooke       | Unibet.com            | 3u17'55" |
| 2                                   | Philippe Gilbert  | La Française des Jeux | z.t.     |
| 3                                   | Anthony Geslin    | Bouygues Télécom      | z.t.     |
| 4                                   | Arnaud Coyot      | Cofidis               | z.t.     |
| 5                                   | Björn Leukemans   | Davitamon-Lotto       | z.t.     |
| 6                                   | Antonio d'Aniello | Miche                 | z.t.     |
| 7                                   | Steven Caethoven  | Chocolade Jacques-T   | z.t.     |
| 8                                   | Lars Ytting Bak   | Team CSC              | z.t.     |
| 9                                   | René Mandri       | Auber 93              | z.t.     |
| 10                                  | Igor Abakoumov    | Jartazi-7Mobile       | z.t.     |
|                                     |                   |                       |          |
| 13                                  | Karsten Kroon     | Team CSC              | z.t.     |

1980 · 1981 · 1982 · 1983 · 1984 · 1985 · 1986 · 1987 · 1988 · 1989 · 1990 · 1991 · 1992 · 1993 · 1994 · 1995 · 1996 · 1997 · 1998 · 1999 · 2000 · 2001 · 2002 · 2003 · 2004 · 2005 · 2006 · 2007 · 2008 · 2009 · 2010 · 2011 · 2012 · 2013 · 2014 · 2015 · 2016 · 2017 · 2018 · 2019 · 2020 · 2021 · 2022 · 2023 · 2024 · 2025